# حركة الضباط الأحرار

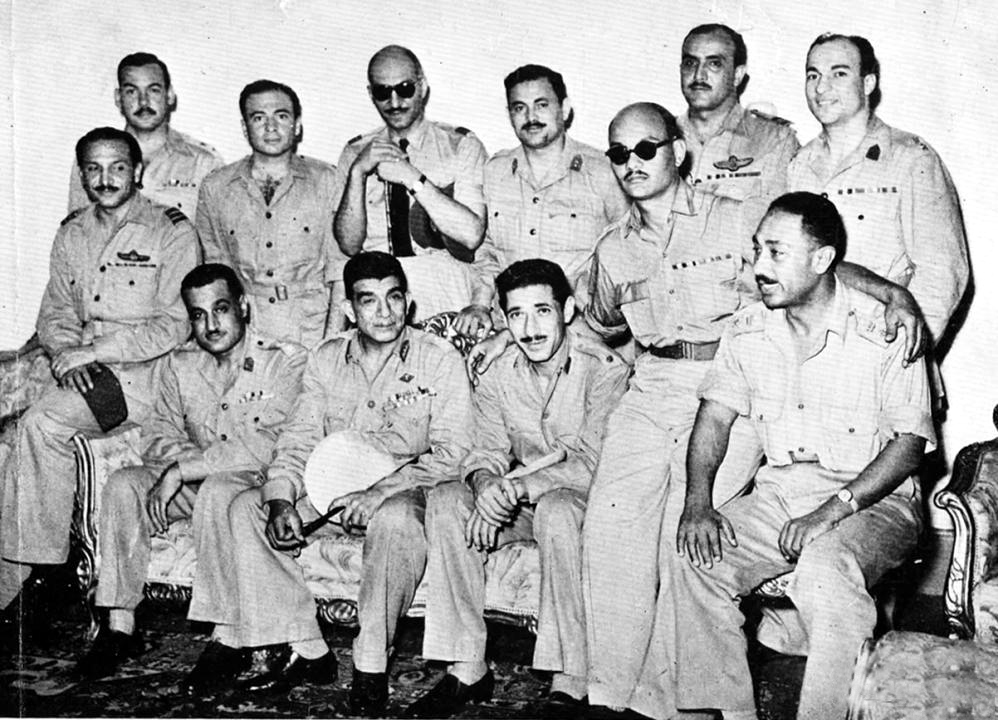
الصف الأمامي من اليسار : عبد اللطيف البغدادي.جمال عبد الناصر.محمد نجيب.عبد الحكيم عامر.صلاح سالم. محمد أنور السادات. الصف الخلفي من اليسار: حسين الشافعي.خالد محيي الدين.جمال سالم.كمال الدين حسين.حسن ابراهيم.زكريا محي الدين.

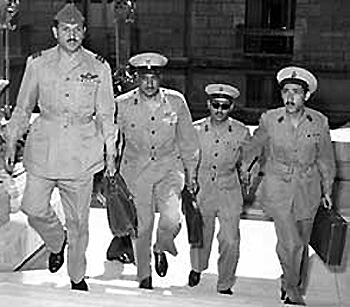
عبد اللطيف البغدادي (يسار)، جمال عبد الناصر (وسط يسار)، صلاح سالم (وسط يمين)، عبد الحكيم عامر (يمين).

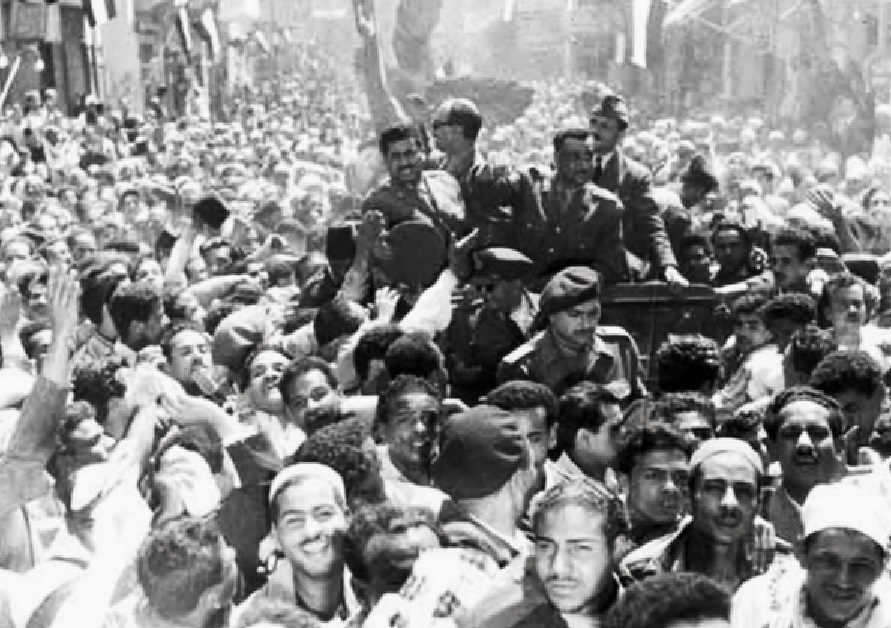
استقبال الجماهير سنة 1953م.

حركة الضباط الأحرار المصريين هي تنظيم سري تأسس من بعض الضباط داخل الجيش المصري بقيادة محمد نجيب. قاموا في منتصف ليلة 23 يوليو / تموز عام 1952م، حيث نجح الأميرالاي (المقدم) يوسف منصور صديق، الذي تحرك متقدماً ساعة على موعد التحرك الأصلي والمحدد من الحركة سلفاً، بالاستيلاء على مبنى هيئة أركان الجيش والقبض على من فيه من قيادات. ومن ثم أعلن فيه قيام الجيش بحركة لصالح الوطن كتبها جمال حماد وقرأها أنور السادات بالإذاعة المصرية تحت اسم «الحركة المباركة». الجدير بالذكر أن الحركة اختارت اللواء محمد نجيب نظراً لعامل السن ليرأسها حتي تم عزله من مجلس قيادة الثورة بقيادة عبدالناصر ووضعه تحت الإقامة الجبرية.

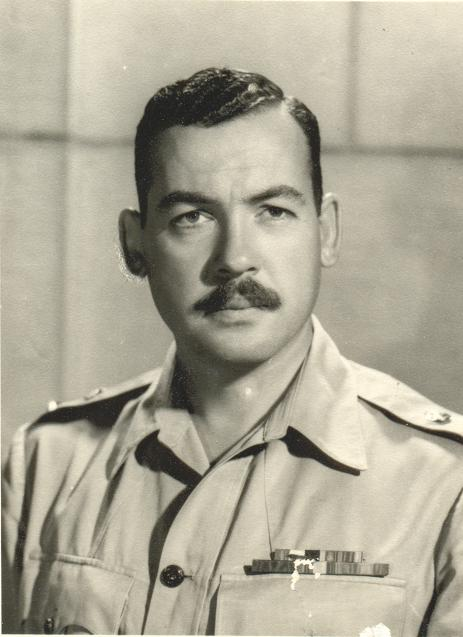
حسين الشافعي.

## شعارها
كان شعار هيئة التحرير التي شكلتها حركة الضباط الأحرار هو الاتحاد والنظام والعمل وقد غنت له ليلى مراد.

## أعضاء التنظيم
- سلاح المشاة: جمال عبد الناصر - عبد الحكيم عامر - يوسف صديق - محمد نجيب - مصطفى كمال صدقي - عباس رضوان - زكريا محيي الدين
- سلاح الطيران: عبد المنعم عبد الرؤوف - عبد اللطيف البغدادي - حسن إبراهيم - جمال سالم
- سلاح المدفعية: كمال الدين حسين - صلاح سالم
- سلاح الإشارة: محمد أنور السادات - أمين شاكر[3]
- سلاح المدرعات: حسين الشافعي - خالد محي الدين
- سلاح الإمداد: مجدي حسنين
- أما الرعيل الثاني فهم: أحمد شوقي - حمدي عبيد - جمال حماد - وجيه أباظة - مصطفى كامل مراد - صبري القاضي

وقد أكّد جمال حماد أن الحركة لم تكن لتنجح لولا انضمام اللواء محمد نجيب إليها لما كان له من سمعة طيبة في الجيش، ولما كان منصبه ذو أهمية إذ أن باقي الضباط الأحرار كانوا ذوو رتب صغيرة وغير معروفين.
وفي اليوم نفسه استقالت وزارة أحمد نجيب الهلالي وخلفتها وزارة يرأسها علي ماهر باشا، وفي 24 يوليو وافق الملك فاروق على رغبات الجيش، وفي 25 يوليو انضم ضباط الأسطول إلى الحركة. وفي 26 يوليو طالب الجيش الملك بالنزول عن العرش، ما دفع الملك فاروق للذهاب إلى إيطاليا بعد كتابة وثيقة تنازله عن العرش لولي عهده الأمير أحمد فؤاد الثاني، وبناءً عليه ألّف مجلس الوصاية ثم ألغي، حينما أصدر مجلس قيادة الثورة في 18 يونيو 1953 بيان بإعلان الجمهورية وإلغاء النظام الملكي في مصر.
وفي أعقاب الثورة، صدرت تشريعات هامة توضح الأهداف الرئيسية وأهمها:
- إلغاء الرتب المدنية 2 آب _ أغسطس 1952
- تطهير الإدارة الحكومية 4 آب _ أغسطس 1952
- قانون الإصلاح الزراعي 9 أيلول _ سبتمبر 1952
- العفو الشامل عن الجرائم السياسية 16 تشرين الأول _ أكتوبر 1952
- إعلان إلغاء دستور 1923 9 كانون الأول _ ديسمبر 1952
- إلغاء الأحزاب السياسية (18 كانون الثاني _ يناير 1953).

حققت الثورة عدة أعمال سياسية واجتماعية، أهمها: التأكيد على عروبة مصر وإقامة الوحدة مع سوريا (1958)، جلاء القوات البريطانية جلاء تاماً (1956)، وتأميم قناة السويس (1956)، وتأميم البنوك ووسائل المواصلات وتنظيم الصحافة.
تألف مجلس قيادة الثورة من الضباط: محمد نجيب، جمال عبد الناصر، محمد أنور السادات، حسن إبراهيم، حسين الشافعي، جمال سالم، زكريا محي الدين، صلاح سالم، عبد الحكيم عامر، عبد اللطيف البغدادي، خالد محي الدين، كمال الدين حسين، يوسف صديق، عبد المنعم أمين، عبد المنعم عبد الرؤوف.
وقد أبعد المجلس خالد محي الدين ومحمد نجيب في سنة 1953. وألغي المجلس بانتهاء فترة الانتقال وصدور الدستور في يونيو 1956، حيث تولّى عبد الناصر رئاسة الجمهورية.
اختلفت القوائم التي تحصر أسماء الضباط الأحرار، حيث قارب عددهم في قائمة صلاح نصر على الثلاثمائة والخمسين، بينما بلغوا في قائمة محمد أنور السادات إلى نصف هذا العدد تقريباً مع بعض الاختلافات، وقد خصص الرئيس السادات معاش شهري للضباط الأحرار الواردين في قائمته مقسماً إياهم إلى قسمين: قسم يتقاضى بجانب معاشه الأصلي معاش وزير، بينما يتقاضى القسم الآخر مبلغا معينا من المال بجانب المعاش الأصلي.

## وصلات خارجية
- تنظيم الضباط الأحرار.. حقيقة النشأة والتأسيس, إخوان أون لاين، 25 يوليو 2006م.
- علاقة الأحرار بالإخوان المسلمين، دار ناشري، أكتوبر 2008.